# Schloss Stibichhofen

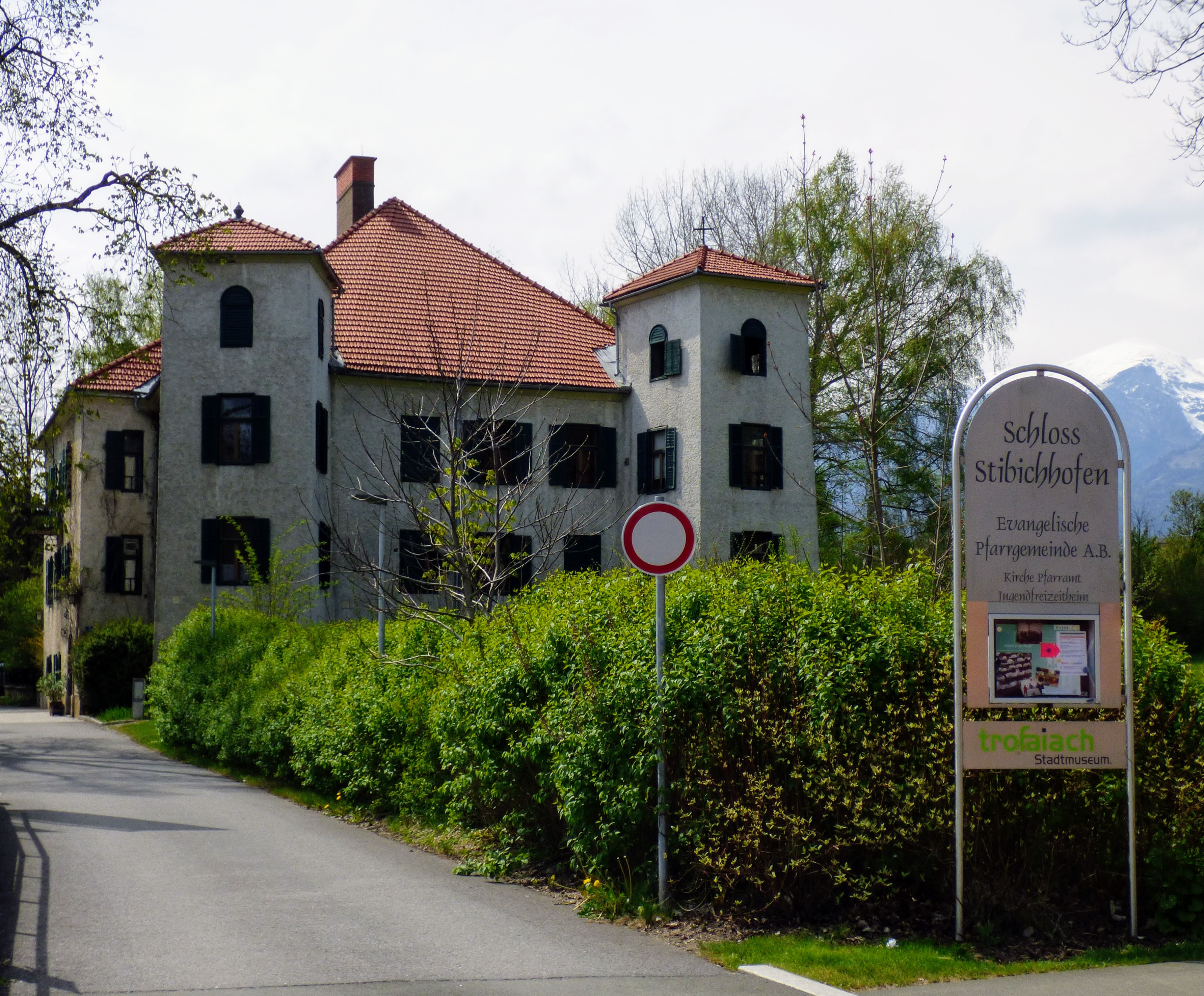
Schloss Stibichhofen in Trofaiach

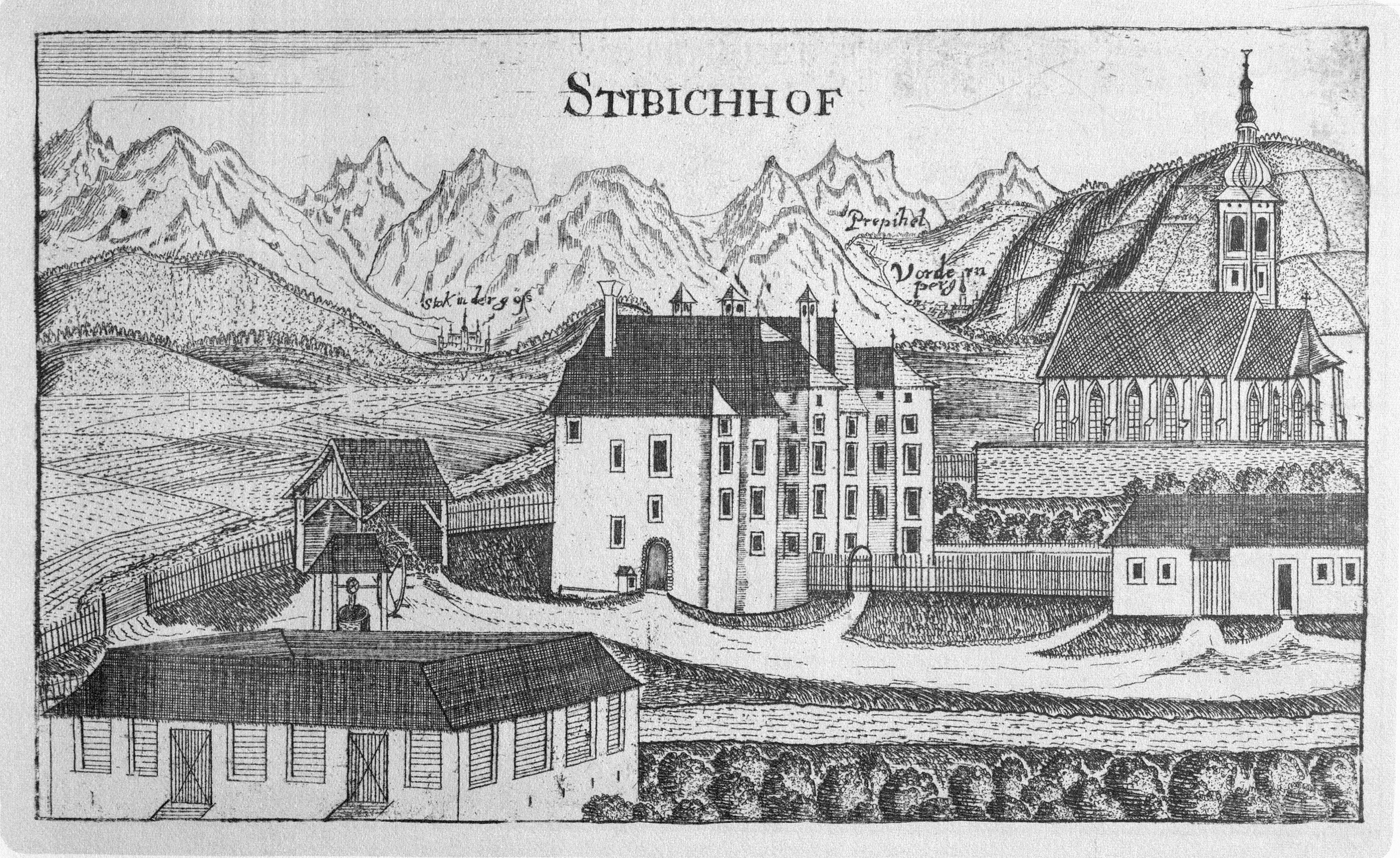
Stibichhof, Georg Matthäus Vischer 1681

Das Schloss Stibichhofen (auch Schloss Stübichhofen) steht in der Rebenburggasse 2 in der Stadtgemeinde Trofaiach im Bezirk Leoben in der Steiermark. Das als Stadtmuseum Trofaiach genutzte Schloss steht unter Denkmalschutz (Listeneintrag).

## Geschichte
Das Grundstück, auf dem sich das Schloss befindet, gehörte einst dem Frauenstift Kloster Traunkirchen. Dieses dürfte hier einen Eisenschmelzofen und ein Hammerwerk betrieben haben. Erbaut wurde das Schloss von Hans II. Freiherr von Stübich. Dessen Witwe verkaufte 1651 das Schloss an das Stift Göß. Ab 1674 lebte hier der Pestarzt und Dichter Anton Adam Lebald von Lebenswald. 1684 erwarb Carl Ludwig Anreitter von und zu Ziernfeld das Gut und es blieb bis 1812 im Besitz der Ziernfelder. 1848 wurde die Herrschaft aufgelöst. 1862 kaufte Hans von Rebenburg das Schloss samt seinen 12 Hektar Wiesenflächen von der Familie Glatschnigg. Im Jahr 1953 wurde das Schloss an die Evangelische Pfarrgemeinde Leoben verkauft.
1976 eröffnete die Evangelische Pfarrgemeinde im Schloss ein Heimatmuseum. Heute befindet sich dort das Stadtmuseum Trofaiach.
Auf den 12 Hektar Wiesenflächen wurden Wohneinheiten und ein Tennisareal errichtet.

## Architektur
Das Schloss ist ein rechteckiger dreigeschoßiger Bau von vier zu vier Achsen mit zwei übereck gestellten Türmen an der Ostfassade. Teile stammen aus dem 17. Jahrhundert, an den Fassaden gibt es mehrere kleine spätgotische Fenster. Das Schloss steht neben der Dreifaltigkeitskirche.